# Lake Rotoroa (Bay of Plenty)
Der Lake Rotoroa ist ein See im Whakatāne District in der Region Bay of Plenty auf der Nordinsel von Neuseeland.

## Geographie
Der Lake Rotoroa, der von Westen nach Osten verlaufend aus unterschiedlich großen, aber zusammenhängenden Seen besteht, befindet sich rund 3,8 km nördlich der Stadt Kawerau und westlich des dort in Richtung Norden vorbeiziehenden Tarawera River. Der viergeteilte See umfasst nacheinander von West nach Ost und von Nord nach Süd gesehen aus:
- einer Fläche von 04,6 Hektar, die eine rund 1,23 km lange Uferlinie besitzt,
- einer Fläche von 19,4 Hektar, die eine rund 2,05 km lange Uferlinie besitzt,
- einer Fläche von 14,7 Hektar, die eine rund 2,16 km lange Uferlinie besitzt und
- einer Fläche von 05,8 Hektar, die eine rund 1,47 km lange Uferlinie besitzt.[1][2]

Wasserzulauf bekommen die Gewässer durch den von Süden kommenden Hiawatia Stream und ein paar wenige kleine Bäche. Das südöstlichere Gewässer von den Vier wird über einen kleinen rund 115 m langen Kanal in Richtung des Tarawera River entwässert.